# Statistiche della Vuelta a España
Al 2024, sono state corse settantanove edizioni della Vuelta a España. Di seguito sono riportate le statistiche relative ai vincitori.

## Classifica generale

### Atleti
Elenco dei singoli corridori vincitori della classifica generale.
| N. | Ciclista            | Anno                   |
| -- | ------------------- | ---------------------- |
| 4  | Roberto Heras       | 2000, 2003, 2004, 2005 |
| 4  | Primož Roglič       | 2019, 2020, 2021, 2024 |
| 3  | Tony Rominger       | 1992, 1993, 1994       |
| 3  | Alberto Contador    | 2008, 2012, 2014       |
| 2  | Gustaaf Deloor      | 1935, 1936             |
| 2  | Julián Berrendero   | 1941, 1942             |
| 2  | José Manuel Fuente  | 1972, 1974             |
| 2  | Bernard Hinault     | 1978, 1983             |
| 2  | Pedro Delgado       | 1985, 1989             |
| 2  | Alex Zülle          | 1996, 1997             |
| 2  | Chris Froome        | 2011, 2017             |
| 1  | Delio Rodríguez     | 1945                   |
| 1  | Dalmacio Langarica  | 1946                   |
| 1  | Edward Van Dijck    | 1947                   |
| 1  | Bernardo Ruiz       | 1948                   |
| 1  | Emilio Rodríguez    | 1950                   |
| 1  | Jean Dotto          | 1955                   |
| 1  | Angelo Conterno     | 1956                   |
| 1  | Jesús Loroño        | 1957                   |
| 1  | Jean Stablinski     | 1958                   |
| 1  | Antonio Suárez      | 1959                   |
| 1  | Frans De Mulder     | 1960                   |
| 1  | Angelino Soler      | 1961                   |
| 1  | Rudi Altig          | 1962                   |
| 1  | Jacques Anquetil    | 1963                   |
| 1  | Raymond Poulidor    | 1964                   |
| 1  | Rolf Wolfshohl      | 1965                   |
| 1  | Francisco Gabica    | 1966                   |
| 1  | Jan Janssen         | 1967                   |
| 1  | Felice Gimondi      | 1968                   |
| 1  | Roger Pingeon       | 1969                   |
| 1  | Luis Ocaña          | 1970                   |
| 1  | Ferdinand Bracke    | 1971                   |
| 1  | Eddy Merckx         | 1973                   |
| 1  | Agustín Tamames     | 1975                   |
| 1  | José Pesarrodona    | 1976                   |
| 1  | Freddy Maertens     | 1977                   |
| 1  | Joop Zoetemelk      | 1979                   |
| 1  | Faustino Rupérez    | 1980                   |
| 1  | Giovanni Battaglin  | 1981                   |
| 1  | Marino Lejarreta    | 1982                   |
| 1  | Álvaro Pino         | 1986                   |
| 1  | Luis Herrera        | 1987                   |
| 1  | Éric Caritoux       | 1984                   |
| 1  | Sean Kelly          | 1988                   |
| 1  | Marco Giovannetti   | 1990                   |
| 1  | Melchor Mauri       | 1991                   |
| 1  | Laurent Jalabert    | 1995                   |
| 1  | Abraham Olano       | 1998                   |
| 1  | Jan Ullrich         | 1999                   |
| 1  | Ángel Casero        | 2001                   |
| 1  | Aitor González      | 2002                   |
| 1  | Aleksandr Vinokurov | 2006                   |
| 1  | Denis Men'šov       | 2007                   |
| 1  | Alejandro Valverde  | 2009                   |
| 1  | Vincenzo Nibali     | 2010                   |
| 1  | Chris Horner        | 2013                   |
| 1  | Fabio Aru           | 2015                   |
| 1  | Nairo Quintana      | 2016                   |
| 1  | Simon Yates         | 2018                   |
| 1  | Remco Evenepoel     | 2022                   |
| 1  | Sepp Kuss           | 2023                   |

### Distacchi
Quattro casi di maggior tempo trascorso tra due vittorie di uno stesso ciclista.
| Tempo trascorso           | Ciclista         |
| ------------------------- | ---------------- |
| 6 anni (dal 2011 al 2017) | Chris Froome     |
| 5 anni (dal 1978 al 1983) | Bernard Hinault  |
| 4 anni (dal 1985 al 1989) | Pedro Delgado    |
| 4 anni (dal 2008 al 2012) | Alberto Contador |

### Vittorie di tappa
Elenco dei corridori con il maggior numero di tappe vinte.
| Posizione | Nome                | Vittorie |
| --------- | ------------------- | -------- |
| 1         | Delio Rodríguez     | 39       |
| 2         | Alessandro Petacchi | 20       |
| 3         | Laurent Jalabert    | 18       |
| 3         | Rik Van Looy        | 18       |
| 5         | Sean Kelly          | 16       |
| 6         | Primož Roglič       | 15       |
| 7         | Gerben Karstens     | 14       |
| 8         | Freddy Maertens     | 13       |
| 8         | Tony Rominger       | 13       |
| 10        | Domingo Perurena    | 12       |
| 10        | Marcel Wüst         | 12       |
| 12        | Julián Berrendero   | 11       |
| 12        | Agustín Tamames     | 11       |
| 12        | Alejandro Valverde  | 11       |
| 14        | John Degenkolb      | 10       |
| 14        | Roberto Heras       | 10       |
| 14        | Eddy Planckaert     | 10       |

### Vittorie per nazione
Elenco delle vittorie per nazione della classifica generale finale.
| Pos. | Nazione       | Vittorie |
| ---- | ------------- | -------- |
| 1    | Spagna        | 32       |
| 2    | Francia       | 9        |
| 3    | Belgio        | 8        |
| 4    | Italia        | 6        |
| 5    | Svizzera      | 5        |
| 6    | Slovenia      | 4        |
| 7    | Germania      | 3        |
| 7    | Gran Bretagna | 3        |
| 9    | Paesi Bassi   | 2        |
| 9    | Colombia      | 2        |
| 9    | Stati Uniti   | 2        |
| 12   | Russia        | 1        |
| 12   | Irlanda       | 1        |
| 12   | Kazakistan    | 1        |